# Шмелёва, Инна Николаевна
Инна Николаевна Шмелёва (18 июля 1929, Наро-Фоминск — 22 декабря 2020, Москва) — советская художница, преподаватель Заочного Народного Университета Искусств (ЗНУИ), член Московского союза художников.

## Биография
Инна Николаевна Шмелева родилась в городе Наро-Фоминске (Московской области) в 1929 году в семье старой интеллигенции. Получила соответствующее тому времени в своей среде воспитание. Большое впечатление произвели годы детства, проведенные ею в Чистополе, во время эвакуации, среди литераторов и людей искусства.
В середине 1940-х знакомится с Маем Митуричем, скорее всего, в тот момент когда пытается поступить в МГУП. Эту дружбу она пронесёт сквозь года.
В 1951 году она окончила художественно-графический факультет Московского городского пединститута. Занималась в студии Григория Ряжского. В 1951 же году началась её педагогическая деятельность на курсах заочного обучения при Доме народного Творчества на ИЗО факультете (Заочный народный университет искусств). Работала в Государственном издательстве политической литературы, делала иллюстрации к книгам, календарям. Затем — оформительская деятельность в издательстве «Детский мир», «Малыш», занятия как художника книги, плаката в студии Горкома Москвы.
Знакомство с линией и формой авангарда у неё началось ещё в 1947 году в пединституте, где преподавал Белютин (он вел политчас со студентами, показывая им репродукции с картин импрессионистов и постимрессионистов, которые в то время были запрещены официально).
В 1958 году Шмелева становится активным членом его студии (Студия Новая реальность) при горкоме художников-графиков, а в 1962 году принимает участие в составе его группы на Таганке работой «Саратов» (к.,темп., 62х86). Это была первая выставка абстракционистов в Союзе художников. Она состоялась 26 ноября 1962 года в Доме Учителя на Большой Коммунистической на Таганке.
Потом, в том же составе, вся экспозиция перебралась в Манеж, где проходила в то время и выставка «30 лет МОСХ». Это была та самая, печально знаменитая выставка, которую посетил Н. С. Хрущев (Посещение Хрущёвым выставки авангардистов).
Позже Инна Шмелева продолжала свою педагогическую и издательскую деятельность. Она решает остаться со студией Э. М. Белютина. Её коллегами по студии становятся В. Грищенко, Р. Голышко, А.Панкин, А. Крюков, А. Каменский, М. Филиппов. С 1964 года она принимает участие в выставках группы в Абрамцево, получивших название «Острова свободы», куда студия традиционно выезжает каждое лето для пленэрных и семинарских занятий, работает маслом на холсте, окончательно проникаясь идеями авангардизма.

## Творчество
Ранние работы Инны Шмелевой показывают её сильную академическую школу и талант, примером того служат Интерьеры музея Скрябина и портрет бабушки Евдокии Никаноровны Крыловой.
О высоком профессионализме её работ говорят циклы её графических работ, посвященных путешествиям с группой художников на пароходе «Мечников» (старинные волжские города, Ока с её окрестностями, Углич, Мышкин, Боровск). Сохранились многочисленные этюды и творческие работы после поездок в Крым, Армению, Грузию, Абхазию, Прибалтику, индустриальные пейзажные, жанровые и портретные зарисовки сведущих московских предприятий.
Для её живописи характерно умелое использование предметных элементов. Они возникают редко, но очень продуманно, негромко, часто растворяясь в элементах цветовых сочетаний и композиций. Её творчество абсолютно совпадает с идеями группы «Новая реальность». И это вполне оправданно.
Ей нравится экспериментировать. Доктор исторических наук, член Союза писателей СССР и РФ, член СХ СССР и РФ искусствовед Нина Молева говорит о «Новой реальности» как об искусстве XXI века. Это искусство, помогающее творческой индивидуальности вырваться из оков жесткой действительности, создав свою «самостоятельную систему духовных и нравственных ценностей», основанную не на зрении и рассудке, а «надсознании». В нём мастера «Новой реальности» вырабатывают систему пластических кодов. Человеческие чувства обретают форму как бы пластических символов. Минуя привычные для изобразительного искусства смысловые и зрительные ассоциации, символы оказывают прямое воздействие на духовную «новую» реальность". Это очищающее, преобразующее искусство. Оно всецело увлекло Шмелеву неограниченными возможностями и художественно-пластического и философского языка. Ассоциативность её работ — итог сложной работы творческого интеллекта художника, её способности обобщать и переосмыслять реальность, обращая её в символику цветовых пятен, линий, динамику их распределения на холсте. В этой знаковой системе образов для неё порой больше смысла и философии, чем в больших тематических полотнах. Это не просто закодирование текста, это — часто волна эмоционального подъёма или страдания. Такова, например, её работа " Богиня Геката "(х., м., 195х145, 2004), где художник передает свое переживание за судьбу страны, своего пребывания в нём. Или — состояние внутреннего покоя и душевного единства в «Женщине с кошкой» (холст, масло, 300 х 200, 1989).
«Суровая и сдержанная в выражении глубинных человеческих чувств», характеризует Шмелеву Молева.
Пароксизм страдания земного и духовного в её работе «Боль человеческая» (х., м., 145х95,1998) выражен художником с помощью предметных образов — распятого на кресте Христа, заломанных в нечеловеческой муке рук и неровно мерцающем красном шаре, расположенном где-то в области человеческого сердца. Художник не использует мрачных тонов в колорите картины и, тем не менее, сама пластика образов передает тему картины с эмоциональной яркостью и глубиной. За внешней абстрактной условностью образов её полотен — способность к переосмыслению извечных истин, конкретные реалии жизни в художественном обобщении, умении мыслить образами, далекими от обычной житейской человеческой сущности, другая пространственная среда, где мысль передается усовершенствованными математическими категориями, которым там больше места, так как там они логически оправданы, яснее и конкретнее выражают суть.

## В культуре
Инна Николаевна является прототипом главной героини спектакля (сыгранного актрисой Милой Иваниловой) в постановке «Декалог на Сретенке» (реж. — Никита Кобелев / Театр им. Вл. Маяковского), поставленного в 2014.

## Выставки
- 1962, ноябрь. Таганская выставка;
- 1962, декабрь. Выставка в Манеже;
- 1989, февраль-март. Выставка в «Беркли-свер-галери» (Лондон, Англия);
- 1989, апрель-май. Выставка в «господин профессор Берецки» (Венгрия);
- 1989, июль-август. Выставка в государственной художественной галерее Калининграда (СССР). Начиная с этого времени, постоянная экспозиция «Новой реальности»;
- 1990, февраль. Выставка в галерее современного искусства Центрального бюро художественных выставок (Варшава, Польша);
- 1990, осень. Выставка в галерее современного искусства города Лодзь (Польша);
- 1990, декабрь: выставка в ЦВЗ «Манеж» Москвы (СССР). Ретроспективная выставка «От Манежа до Манежа»;
- 1991, май-сентябрь: выставка в институте искусств Э. Блюм (Нью-Йорк, США);
- 1991, декабрь: выставка на международной художественной ярмарке «Арт» в городе Франкфурт-на-Майне (Германия);
- 1992, январь-март: выставка в музее искусств «Роза» брандейского университета (Бостон, США);
- 1993, весна: выставка в государственном музее Литвы, город Вильнюс;
- 1993, август: выставка в галерее города Таллин (Эстония);
- 1994: вставка в здании «Польского культурного центра» Москвы (Россия);
- 1994, август — выставка в галерее национального искусства Люксембурга;
- 1994, декабрь — выставка на международной художественной ярмарке «Арт» в городе Франкфурт-на-Майне (Германия);
- 1994, весна: выставка в национальном художественном музее Кипра;
- 1996, июль-сентябрь: выставка в музее «Зиммерли» (штат Вашингтон, США);
- 1997: выставка в музее «Зиммерли» (штат Вашингтон, США). «Новая реальность» в постоянной экспозиции;
- 1997, лето: выставка в честь открытия музея «Новая реальность» (Абрамцево, Россия);
- 1998, июль-сентябрь: выставка в государственном музее «Новый Иерусалим» (Москва, Россия);
- 1998, ноябрь-декабрь: выставка в музее изобразительных искусств города Орёл (Россия);

## Работы в собраниях
Работы представлены в музеях и частных собраниях Запада и России.
- США («Сталевары», 1980, х.м..; «Женщина с кошкой», 1989,х.м.; «Русский Икар», 1988, 6., см.т.)
- Государственная Третьяковская галерея: «Пророк», 1984, х.м.; «Гагарин», 1983, х.м.; «Радость»,1982, х.м.)
- Иванова («Мазурка Шопена», 1991, х.м.)
- Ульяновска («Каменотес из Флоренции (Микеланжело)», 1999, х.м.)
- Пензы («Человек и его обстоятельства», 1996, х.м. — дар Совета Федерации РФ)
- Фонд «Новая реальность» — графика